# Nairi Erywań
Nairi Erywań (orm. „Նաիրի“ Մարզական Ակումբ Երևան, "Nairi" Marzakan Akumby Jerewan) – ormiański klub piłkarski z siedzibą w stolicy kraju Erywań.

## Historia
Chronologia nazw:
- 1954–1992: Nairi Erywań (orm. «Նաիրի» Երևան)
- 1993–1999: Nairit Erywań (orm. «Նաիրիթ» Երևան)
- 2000: Nairi Erywań (orm. «Նաիրի» Երևան)

Klub Sportowy Nairi Erywań został założony w 1954 roku. Najpierw występował w rozgrywkach amatorskich, a w 1960 debiutował w Klasie B, strefie 2 Mistrzostw ZSRR. W 1963 po kolejnej reorganizacji systemu lig ZSRR klub spadł do Klasy B, strefy 1, w której zajął 9. miejsce i pożegnał się z rozgrywkami profesjonalnymi. Ostatnie dwa sezony Mistrzostw ZSRR (1990-1991) grał w Drugiej Niższej Lidze.
Po uzyskaniu przez Armenię niepodległości w 1992 debiutował w najwyższej lidze Armenii. W 1993 zmienił nazwę na Nairit Erywań. W 1994 zajął 12. miejsce i spadł do Aradżin chumb, w której występował do 1999. W 2000 przywrócił historyczną nazwę Nairi Erywań, ale nie przystąpił do rozgrywek i został rozwiązany.

## Sukcesy
- Klasa B ZSRR, strefa 2: 3. miejsce (1962)
- Puchar ZSRR: 1/64 finału (1962, 1963)
- Mistrzostwo Armenii: 8. miejsce (1992)
- Puchar Armenii: 1/8 finału (1994, 2000)